# 新小说
新小说（法語：Nouveau roman），也被称为“反传统小说”，是20世纪50至60年代盛行于法国文学界的一种小说创作思潮。 
1955年，格里耶在論文中使用「新小說」（法語：Nouveau roman）作為批評術語，處理小說的性質及其前途。該文稍後收錄於《為了一種新小說》（法語：Pour un nouveau roman, 1963）。格里耶批評舊式的法國小說為一堆老古董（vieux jeu）。小說的情節、動作、敘述、觀念、人物描繪與分析都無關緊要。小說應該是一種「抵抗主義」，是關於「物」，關於人對物的看法，對物象之系統化、分析性的記載。
1957年，詩人Émile Henriot在《世界報》上用「新小說」（法語：Nouveau roman）一詞，描述當時具備實驗精神的小說創作思潮。
在哲学上则深受弗洛伊德心理分析、柏格森生命力学说和直觉主义以及胡塞尔的现象学的影响。“新小说派”的基本观点认为，20世纪以来小说艺术已处于严重的停滞状态，其根源在于传统小说观念的束缚，墨守过时的创作方法。因此，小說應摒弃以巴尔扎克为代表的现实主义小说的写作方法，从情节、人物、主题、时间顺序等方面进行改革。由于长期重复使用已变为“陈套”或“僵化”，传统现实小说中惯用的语言早已失去了表达现代人复杂多变的生活的能力，故小說的語言也必须彻底改革。 
虽然“新小说派”的作家们并不承认自己是一个创作团体而只是有一种创作倾向，但评论界还是根据其间存在着一些共同的理念和特征，将某些作家归为“新小说派”。公认的“新小说派”（法語：Nouveaux Romanciers）的主要代表是法国作家格里耶、萨洛特、布托尔和玛格丽特·杜拉斯等。 
“新小说”的创作在1970年代后渐趋消退，作为文学流派逐渐走向了消亡。然而，“新小说”派代表萨缪尔·贝克特和克洛德·西蒙分別於1969年和1985年获得了诺贝尔文学奖，这标志着“新小说”已经得到了西方学界的认可，从而使它成为法国乃至世界现代文学史中的一项经典。
最新的一代作家里也涌现出很多优秀的作家，其中以图森最为杰出，其代表作是《浴室》、《先生》 和《照相机》。

## 代表作家
- 阿兰·罗伯-格里耶
- 克洛德·西蒙
- 娜塔丽·萨洛特
- 米歇尔·布托尔
- 玛格丽特·杜拉斯